# Новое (Сасовский район)
Но́вое — деревня в Сасовском районе Рязанской области России. Входит в состав Придорожного сельского поселения.

## Географическое положение
Деревня находится в восточной части Сасовского района, в 52 км к юго-востоку от райцентра на реке Чёрная.
Ближайшие населённые пункты:

— деревня Искра в 1 км к северу по грунтовой дороге;

— село Студенец в 4 км к северо-востоку по грунтовой и асфальтированной дороге;

— село Салтыково в 5 км к востоку по грунтовой и асфальтированной дороге;

— деревня Шафторка в 8 км к юго-западу по грунтовой и асфальтированной дороге.
Ближайшая железнодорожная станция Пичкиряево в 17 км к северо-востоку по асфальтированной дороге и платформа 15 км в 7 км к востоку.

## Природа

### Климат
Климат умеренно континентальный с умеренно жарким летом (средняя температура июля +19 °С) и относительно холодной зимой (средняя температура января −11 °С). Осадков выпадает около 600 мм в год.

### Рельеф
Высота над уровнем моря 114—120 м.

## История
Образована 1745 г. В 1883 г. деревня Новая входила в Салтыковскую волость Спасского уезда Тамбовской губернии. С 2004 г. и до настоящего времени входит в состав Придорожного сельского поселения. До этого момента входила в Салтыковский сельский округ.

## Население
| 1984 | 1989 | 2010 |
| ---- | ---- | ---- |
| 200  | ↘86  | ↘6   |

## Инфраструктура

### Дорожная сеть
Не имеет выхода к сети дорог с твёрдым покрытием.

### Связь
Электроэнергию деревня получает по тупиковой ЛЭП 10 кВ от подстанции 110/10 кВ «Свобода».